# Torneo Sub-15 de Fuerzas Básicas

Torneo Sub-15 de Fuerzas Básicas, es un torneo creado por la Federación Mexicana de Fútbol con el fin de encontrar jugadores y prepararlos para la Copa Mundial de Fútbol Sub-17 de 2011.

## Grupo 1
| Equipo | Equipo                         | Pts | PJ | PG | PE | PP | GF | GC | DG  |
| ------ | ------------------------------ | --- | -- | -- | -- | -- | -- | -- | --- |
| 1      | Pachuca Sub 15                 | 9   | 3  | 3  | 0  | 0  | 17 | 0  | +17 |
| 2      | Monterrey Sub 15               | 4   | 3  | 1  | 1  | 1  | 18 | 1  | +17 |
| 3      | Estudiantes Sub 15             | 4   | 2  | 1  | 1  | 0  | 8  | 0  | +8  |
| 4      | Sist. Nacional de Capacitación | 0   | 3  | 0  | 0  | 3  | 0  | 40 | -40 |

| Fecha      | Lugar          | Local                                               | Resultado                      | Visitante                      |
| ---------- | -------------- | --------------------------------------------------- | ------------------------------ | ------------------------------ |
| 4 de enero | CAR Cancha 3   | Monterrey                                           | 0-0                            | Estudiantes                    |
| 4 de enero | CECAP Cancha 2 | [[Atlético San Luis Fuerzas Básicas Sub 15\|SanLuis | Sist. Nacional de Capacitación |                                |
| 5 de enero | CAR Cancah 3   | Pachuca                                             | 1-0                            | Monterrey                      |
| 5 de enero | CAR Cancha 2   | Estudiantes                                         | 8-0                            | Sist. Nacional de Capacitación |
| 6 de enero | CECAP Cancha 1 | Estudiantes                                         | 0-2                            | Pachuca                        |
| 6 de enero | CECAP Cancha 2 | Monterrey                                           | 18-0                           | Sist. Nacional de Capacitación |

## Grupo 2
| Equipo | Equipo             | Pts | PJ | PG | PE | PP | GF | GC | DG  |
| ------ | ------------------ | --- | -- | -- | -- | -- | -- | -- | --- |
| 1      | Guadalajara Sub 15 | 9   | 3  | 3  | 0  | 0  | 18 | 1  | +17 |
| 2      | Santos Sub 15      | 6   | 3  | 2  | 0  | 1  | 10 | 2  | +7  |
| 3      | UNAM Sub 15        | 3   | 3  | 1  | 0  | 2  | 5  | 11 | -6  |
| 4      | Irapuato Sub 15    | 0   | 3  | 0  | 0  | 3  | 0  | 19 | -19 |

| Fecha      | Lugar          | Local       | Resultado | Visitante   |
| ---------- | -------------- | ----------- | --------- | ----------- |
| 4 de enero | CAR Cancha 2   | Guadalajara | 9-1       | UNAM        |
| 4 de enero | CECAP Cancha 1 | Santos      | 8-0       | Irapuato    |
| 5 de enero | CAR Cancha 3   | Santos      | 0-1       | Guadalajara |
| 5 de enero | CECAP Cancha 2 | Irapuato    | 0-3       | UNAM        |
| 6 de enero | CECAP Cancha 1 | Guadalajara | 8-0       | Irapuato    |
| 6 de enero | CAR Cancha 2   | UNAM        | 1-2       | Santos      |

## Grupo 3
| Equipo | Equipo           | Pts | PJ | PG | PE | PP | GF | GC | DG  |
| ------ | ---------------- | --- | -- | -- | -- | -- | -- | -- | --- |
| 1      | América Sub 15   | 9   | 3  | 3  | 0  | 0  | 10 | 1  | +9  |
| 2      | Tigres Sub 15    | 6   | 3  | 2  | 0  | 1  | 12 | 3  | +9  |
| 3      | Querétaro Sub 15 | 3   | 3  | 1  | 0  | 2  | 3  | 9  | -6  |
| 4      | Indios Sub 15    | 0   | 3  | 0  | 0  | 3  | 2  | 14 | -12 |

| Fecha      | Lugar          | Local     | Resultado | Visitante |
| ---------- | -------------- | --------- | --------- | --------- |
| 4 de enero | CAR Cancha 2   | Tigres    | 4-0       | Querétaro |
| 4 de enero | CECAP Cancha 2 | América   | 3-1       | Indios    |
| 5 de enero | CAR Cancha 3   | América   | 2-0       | Tigres    |
| 5 de enero | CECAP Cancha 1 | Indios    | 0-3       | Querétaro |
| 6 de enero | CAR Cancha 3   | Querétaro | 0-5       | América   |
| 6 de enero | CECAP Cancha 2 | Tigres    | 8-1       | Indios    |

## Grupo 4
| Equipo | Equipo           | Pts | PJ | PG | PE | PP | GF | GC | DG |
| ------ | ---------------- | --- | -- | -- | -- | -- | -- | -- | -- |
| 1      | Cruz Azul Sub 15 | 7   | 3  | 2  | 1  | 0  | 8  | 1  | +7 |
| 2      | Atlas Sub 15     | 7   | 3  | 2  | 1  | 0  | 7  | 0  | +7 |
| 3      | Jaguares Sub 15  | 1   | 3  | 0  | 1  | 2  | 2  | 7  | -5 |
| 4      | San Luis Sub-15  | 1   | 3  | 0  | 1  | 2  | 1  | 10 | -9 |

| Fecha      | Lugar          | Local     | Resultado | Visitante |
| ---------- | -------------- | --------- | --------- | --------- |
| 4 de enero | CECAP Cancha 1 | Jaguares  | 1-3       | Cruz Azul |
| 4 de enero | CAR Cancha 3   | Atlas     | 5-0       | San Luis  |
| 5 de enero | CAR Cancha 2   | Jaguares  | 1-1       | San Luis  |
| 5 de enero | CECAP Cancha 2 | Cruz Azul | 0-0       | Atlas     |
| 6 de enero | CAR Cancha 2   | San Luis  | 0-4       | Cruz Azul |
| 6 de enero | CAR Cancha 3   | Atlas     | 2-0       | Jaguares  |

## Grupo 5
| Equipo | Equipo                  | Pts | PJ | PG | PE | PP | GF | GC | DG |
| ------ | ----------------------- | --- | -- | -- | -- | -- | -- | -- | -- |
| 1      | Toluca Sub 15           | 9   | 3  | 3  | 0  | 0  | 6  | 0  | +6 |
| 2      | Monarcas Morelia Sub 15 | 6   | 3  | 2  | 0  | 1  | 5  | 3  | +1 |
| 3      | Puebla Sub 15           | 1   | 3  | 0  | 1  | 2  | 0  | 3  | -3 |
| 4      | Atlante Sub 15          | 1   | 3  | 0  | 1  | 2  | 0  | 3  | -3 |

| Fecha      | Lugar          | Local            | Resultado | Visitante        |
| ---------- | -------------- | ---------------- | --------- | ---------------- |
| 4 de enero | CAR Cancha 2   | Toluca           | 2-0       | Atlante          |
| 4 de enero | CAR Cancha 3   | Puebla           | 0-2       | Monarcas Morelia |
| 5 de enero | CAR Cancha 2   | Puebla           | 0-0       | Atlante          |
| 5 de enero | CECAP Cancha 1 | Monarcas Morelia | 0-3       | Toluca           |
| 6 de enero | CAR Cancha 3   | Atlante          | 0-3       | Monarcas Morelia |
| 6 de enero | CECAP Cancha 2 | Toluca           | 1-0       | Puebla           |

## Tabla de Goleadores
| Jugador                 | Goles |  |
| ----------------------- | ----- |  |
| Oscar Zúñiga            | 6     |  |
| Daniel Ortega           | 5     |  |
| Alan Ávila              | 5     |  |
| Pedro Pintor            | 5     |  |
| Rubén Argueta           | 4     |  |
| Luis Jesús Salazar      | 4     |  |
| Wilton Rangel           | 4     |  |
| Marco Jovanni Rojas     | 3     |  |
| Erick Gabriel Gutiérrez | 3     |  |
| Alexis Márquez          | 3     |  |

## Segunda ronda

### Cuartos de final
| 8 de enero de 2010 | Guadalajara Sub 15                   | 3:0 (1:0) | Pachuca Sub 15 | CAR Cancha 2, México D.F.                                               |                                                                         |
|                    | Daniel Ríos 28' 58' Luis Márquez 48' |           |                | Asistencia: 200 espectadores Árbitro(s): Esteban Manuel Olvera (México) | Asistencia: 200 espectadores Árbitro(s): Esteban Manuel Olvera (México) |

| 8 de enero de 2010 | Tigres Sub 15 | 0:1 (0:0) | Santos Sub 15        | CECAP Cancha 1, México D.F.        |                                    |
|                    |               |           | Rafael Cervantes 58' | Árbitro(s): Arturo Suárez (México) | Árbitro(s): Arturo Suárez (México) |

| 8 de enero de 2010 | Atlas Sub 15          | 1-0(0:0) | América Sub 15 | CECAP Cancha 2, México D.F. |                      |
|                    | Guillermo Álvarez 58' |          |                | Árbitro(s): (México)        | Árbitro(s): (México) |

| 8 de enero de 2010 | Toluca Sub 15 | 0:0*(5-6)(0:0) | Cruz Azul Sub 15 | CAR Cancha 3, México D.F. |  |
|                    |               |                |                  | Árbitro(s): (México)      |  |

### Semifinales
| 9 de enero de 2010 | Guadalajara Sub 15 | 1:2(0:0) | Santos Sub 15 | CAR Cancha 2, México D.F. |  |
|                    |                    |          |               | Árbitro(s): (México)      |  |

| 9 de enero de 2010 | Cruz Azul Sub 15 | 1:3 (0:1) | Atlas Sub 15 | CAR Cancha 3, México D.F. |  |
|                    |                  |           |              | Árbitro(s): (México)      |  |

## Final
| 10 de enero de 2010 | Santos Sub 15 | 1:1 *(4-5) (0:0) | Atlas Sub 15 | Estadio Azteca, México D.F. |  |
|                     |               |                  |              | Árbitro(s): (México)        |  |

- Datos: Q6149668